# كرايغ فيليبس (رسام كارتون)
كرايغ فيليبس (بالإنجليزية: Craig Phillips)‏ هو رسام كارتون أسترالي، ولد في 1975.